# Radek Bonk
Radek Bonk (* 9. Januar 1976 in Krnov, Tschechoslowakei) ist ein ehemaliger tschechischer Eishockeyspieler, der im Verlauf seiner aktiven Karriere zwischen 1990 und 2014 unter anderem 1042 Spiele für die Ottawa Senators, Canadiens de Montréal und Nashville Predators in der National Hockey League auf der Position des Centers bestritten hat. Darüber hinaus absolvierte er weitere 319 Spiele in der tschechischen Extraliga, wo er mit dem HC Oceláři Třinec im Jahr 2011 Tschechischer Meister wurde. Seinen größten Karriereerfolg feierte Bonk, der im NHL Entry Draft 1994 bereits an dritter Gesamtposition ausgewählt wurde, jedoch im Trikot der tschechischen Nationalmannschaft mit dem Gewinn der Goldmedaille bei der Weltmeisterschaft 1996. Sein Neffe Patrik Bartošák ist ebenfalls tschechischer Nationalspieler.

## Karriere
Bonk wuchs er in der tschechischen Stadt Krnov nahe Ostrava auf. Er hat drei Geschwister. Schon früh entdeckte man sein Talent für Eishockey. In seiner Heimat spielte er für ZPS Zlín.
1993 wurde er beim CHL Import Draft von den Owen Sound Platers als insgesamt 20. Spieler ausgewählt. Er wechselte dann auch tatsächlich über den großen Teich, ging aber in die International Hockey League zu Las Vegas Thunder. Dort spielte er eine überragende Saison und wurde im NHL Entry Draft 1994 von den Ottawa Senators in der ersten Runde als Dritter gedraftet. Er schaffte auch schon in seiner ersten Saison den Sprung in die NHL, konnte dort aber den großen Erwartungen nicht vollständig gerecht werden. In den ersten fünf Jahren kam er nie über 35 Scorerpunkte hinaus. Erst dann platzte der Knoten und Bonk war in den folgenden Jahren immer unter den Topscorern der Senators. Nach 10 Jahren trennten sich die Wege von Bonk und den Senators. Die Streiksaison 2004/05 verbrachte er in seiner Heimat Tschechien und kehrte dann in die NHL zurück. Seine erste Saison bei den Canadiens de Montréal verlief durchwachsen und auch die zweite endete ohne Qualifikation für die Play-offs.
Im Sommer 2007 wechselte er zu den Nashville Predators. Vor der Spielzeit 2009/10 unterschrieb er einen Vertrag bei Lokomotive Jaroslawl in der Kontinentalen Hockey-Liga, verließ das Team aber bereits nach sieben Spielen und kehrte nach Tschechien zurück. Dort spielte er beim HC Oceláři Třinec. Mit diesem gewann er am Ende der Saison 2010/11 den ersten tschechischen Meistertitel der Vereinsgeschichte. In der Spielzeit 2013/14 erreichte er die beste Bullybilanz der Extraliga.
Im Mai 2014 beendete er seine Profikarriere im Alter von 38 Jahren, verbrachte aber noch ein Jahr beim viertklassigen HC Kopřivnice.

### International
Mit der tschechoslowakischen U18-Auswahl nahm er an der U18-Europameisterschaft 1993 teil und gewann dort die Bronzemedaille. 1996 wurde er mit der tschechischen Nationalmannschaft Weltmeister. Im weiteren Jahresverlauf nahm er mit Tschechien am World Cup of Hockey teil.

## Erfolge und Auszeichnungen
| - 1994 Garry F. Longman Memorial Trophy - 2000 Teilnahme am NHL All-Star Game - 2001 Teilnahme am NHL All-Star Game | - 2005 Tschechischer Vizemeister mit dem HC Hamé Zlín - 2011 Tschechischer Meister mit dem HC Oceláři Třinec |

### International
- 1993 Bronzemedaille bei der U18-Junioren-Europameisterschaft
- 1996 Goldmedaille bei der Weltmeisterschaft

## Karrierestatistik

### International
Vertrat Tschechien bei:
- U18-Junioren-Europameisterschaft 1993
- Weltmeisterschaft 1996
- World Cup of Hockey 1996

(Legende zur Spielerstatistik: Sp oder GP = absolvierte Spiele; T oder G = erzielte Tore; V oder A = erzielte Assists; Pkt oder Pts = erzielte Scorerpunkte; SM oder PIM = erhaltene Strafminuten; +/− = Plus/Minus-Bilanz; PP = erzielte Überzahltore; SH = erzielte Unterzahltore; GW = erzielte Siegtore; 1 Play-downs/Relegation; Kursiv: Statistik nicht vollständig)